# Mishpatim
Mishpatim (משפטים – hébreu pour “lois”, le second mot et premier distinctif de la parasha) est la dix-huitième parasha (section hebdomadaire) du cycle annuel juif de lecture de la Torah et la sixième parasha du Sefer Shemot (Livre de l'Exode).
Elle est constituée d'Exode 21:1-24:18. Les Juifs de la Diaspora la lisent le dix-huitième Sabbath suivant Sim'hat Torah, généralement en février.

## Résumé

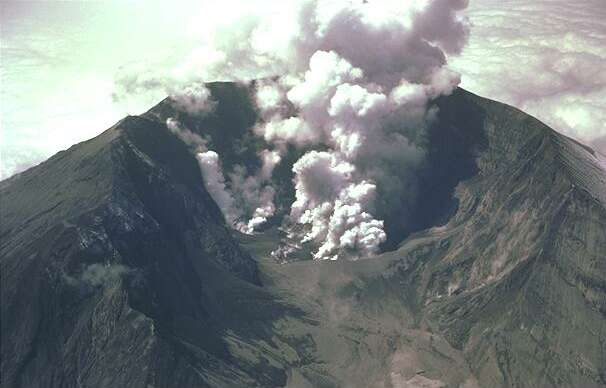

Dieu énonce à Moïse une série de lois régissant la vie sociale, connu dans les milieux académiques comme le Code de l’Alliance. Y sont promulgués, outre des préceptes sur le serviteur, l’étranger, la veuve, l’orphelin, les coups et blessures, le viol, le respect dû au prince, le chabbat, repos des créatures une fois tous les sept jours, et la chemitta, repos de la terre une fois tous les sept ans, puis les fêtes de pèlerinage.
Dieu promet d’expulser du pays de Canaan les sept nations qui l’occupent, et met en garde les enfants d’Israël contre toute tentation de s’allier à eux ou d’adopter leurs coutumes. Moïse rapporte toutes ces paroles aux enfants d’Israël, qui lui répondent unanimement: nous ferons et nous entendrons tout ce que Dieu dit. Des offrandes sont réalisées, puis Moïse monte sur le mont Sinaï pour y recevoir les Tables de la Loi. Il y reste 40 jours et 40 nuits.

### Divisions de la parasha lors de la lecture complète
La lecture de la parasha à la synagogue le sabbath est traditionnellement divisée en sept sections, pour lesquelles un membre différent de la congrégation est appelé à lire. La première lecture, le rishon, échoit traditionnellement à un cohen, la seconde, appelée sheni, à un levi, les suivantes à un israël (ni cohen ni levi). La septième section comporte une sous-section, le maftir, qui est lu par la personne qui lira ensuite la haftara.
Les sections de la parashat Mishpatim sont:
- rishon:
- sheni:
- shlishi:
- revi'i:
- shishi:
- shevi'i: 
  - maftir:

### Divisions de la parasha lors de la lecture abrégée
Une lecture publique de la parasha fut instaurée par Ezra le Scribe le lundi et le jeudi à la synagogue. Cette lecture, sensiblement plus courte, ne comprend que trois sections, la première réservée au cohen, la seconde au levi, la troisième à un israël
- Section du cohen: Shemot[3]
- Section du levi: Shemot[3]
- Section de l'israël: Shemot[3]

### Maqam
Un maqam est un système de modes musicaux utilisé dans la musique arabe mélodique classique. Les juifs originaires des pays orientaux (Afrique du Nord, Syrie) s'en sont inspirés, et adaptent la mélodie de la liturgie du Shabbat en fonction du contenu de la parasha de cette semaine. Ils emploient 10 maqam différents, possédant chacun son usage propre.
Le maqam utilisé lors du sabbath au cours duquel on lit la parashat Mishpatim est le Maqam Saba, utilisé lors d’une alliance, symbolisée ici par la multitude de lois.

## Commandements
La Torah comporte, selon la tradition rabbinique, 613 prescriptions. Différents sages ont tenté d'en établir un relevé dans le texte biblique.
Selon deux de ces computs les plus célèbres, le Sefer Hamitzvot et le Sefer HaHinoukh, la parashat Mishpatim comporte 23 prescriptions positives et 30 négatives:
- Racheter un esclave Hébreu en accord avec les lois prescrites Ex 21,2
- Racheter l'esclave juive Ex 21,8[6]
- Le maître ne peut vendre son esclave juive Ex 21,8
- Ne pas priver de nourriture, vêtements ou relations sexuelles une personne que l'on a épousée Ex 21,10
- Les tribunaux doivent exécuter par strangulation certains coupables Ex 21,12
- Ne pas frapper son père ou sa mère Ex 21,15
- Réparation des dommages causés à autrui ou sa propriété Ex 21,18-19
- Les tribunaux doivent appliquer la peine de mort par le glaive Ex 21,20
- Les tribunaux doivent juger des dommages causés par des animaux qui nous appartiennent Ex 21,28
- Ne pas tirer bénéfice ou consommer la chair d'un taureau condamné à être lapidé Ex 21,28
- Les tribunaux doivent juger des dommages causés par une fosse/un puits Ex 21,33
- Les tribunaux doivent prendre des mesures contre le voleur Ex 21,37
- Les tribunaux doivent juger des dommages causés par le bétail dans les champs Ex 22,5
- Les tribunaux doivent juger des dommages causés par le feu Ex 22,6
- Les tribunaux doivent appliquer les lois concernant le gardien bénévole Ex 22,7
- Les tribunaux doivent appliquer les lois sur les plaintes et les dénégations devant le tribunal Ex 22,8
- Les tribunaux doivent appliquer les lois concernant le gardien rétribué ou le locataire Ex 22,9
- Les tribunaux doivent appliquer les lois concernant des objets empruntés Ex 22,13
- Les tribunaux doivent condamner le suborneur[7]Ex 22,15-16
- Les tribunaux ne peuvent laisser vivre une sorcière Ex 22,17
- Interdiction de blesser ou insulter un converti (sincère) par des paroles Ex 22,20
- Interdiction de molester l'étranger dans les transactions financières Ex 22,20
- Interdiction d'affliger l'orphelin et la veuve Ex 22,21
- Prêter aux pauvres et nécessiteux Ex 22,24[8]
- Ne pas les presser pour le paiement si l'on sait qu'ils ne l'ont pas Ex 22,24
- Ne pas servir d'intermédiaire à un prêt usuraire Ex 22,24
- Ne pas maudire le juge Ex 22,27
- Interdiction de blasphémer Ex 22,27
- Ne pas maudire le Nassi Ex 22,27
- Ne pas changer l'ordre des prélèvements sur les récoltes Ex 22,28
- Ne pas consommer la chair d'un animal déchiré (par un fauve) Ex 22,30
- Interdiction au juge d'écouter une des parties, si ce n'est en présence de l'autre Ex 23,1
- Interdiction d'accepter le témoignage d'un homme inique Ex 23,1
- Interdiction de condamner à une voix de majorité dans une affaire criminelle Ex 23,2
- Un juge ayant présenté une plaidoirie d'acquittement ne peut présenter un argument de condamnation dans une affaire capitale Ex 23,2
- Suivre l'avis de la majorité en cas de désaccord sur la peine à appliquer Ex 23,2
- Interdiction d'avoir de la pitié pour le pauvre en justice Ex 23,3
- Assister un autre pour décharger une bête qui ne supporte plus son fardeau Ex 23,5

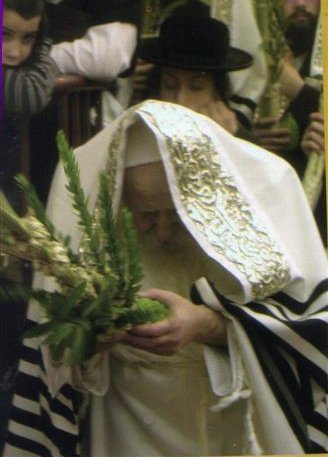
Le Tosher Rebbe célébrant Souccot

- Interdiction de fléchir le droit d'un pécheur Ex 23,6
- Interdiction de condamner lorsqu'il n'y a pas de témoinEx 23,7
- Interdiction pour le juge d'accepter de présents corrupteurs Ex 23,8
- Abandonner les terres et leur produit la 7e année Ex 23,11
- Se reposer (s'abstenir de tout travail) le septième jour Ex 23,12
- Interdiction de prêter serment en invoquant le nom d'une idole Ex 23,13
- Interdiction d'entraîner d'autres (Israélites) à l'idolâtrie Ex 23,13
- Célébrer les fêtes de pèlerinage (Pessa'h, Chavouot, et Souccot) Ex 23,14
- Interdiction de sacrifier l'agneau pascal lorsqu'on est en possession de levain Ex 23,18
- Interdiction de garder les graisses de l'agneau pascal jusqu'au matin Ex 23,18
- Mettre à part les premiers fruits, et les offrir au Temple Ex 23,19
- Interdiction de faire cuire la viande dans le lait Ex 23,19
- Ne pas rechercher d'alliance avec les sept peuples[9] Ex 23,32
- Ne pas permettre à un idolâtre de venir habiter en terre d'Israël Ex 23,33

## Haftara
La haftara est une portion des livres des Neviim ("Les Prophètes") qui est lue publiquement à la synagogue après la lecture de la Torah. Elle présente généralement un lien thématique avec la parasha qui l'a précédée.
La haftara pour la parashat Mishpatim est Jérémie 34:8-22 & 33:25-26.